# Kathedraal Saint-Maurice van Vienne

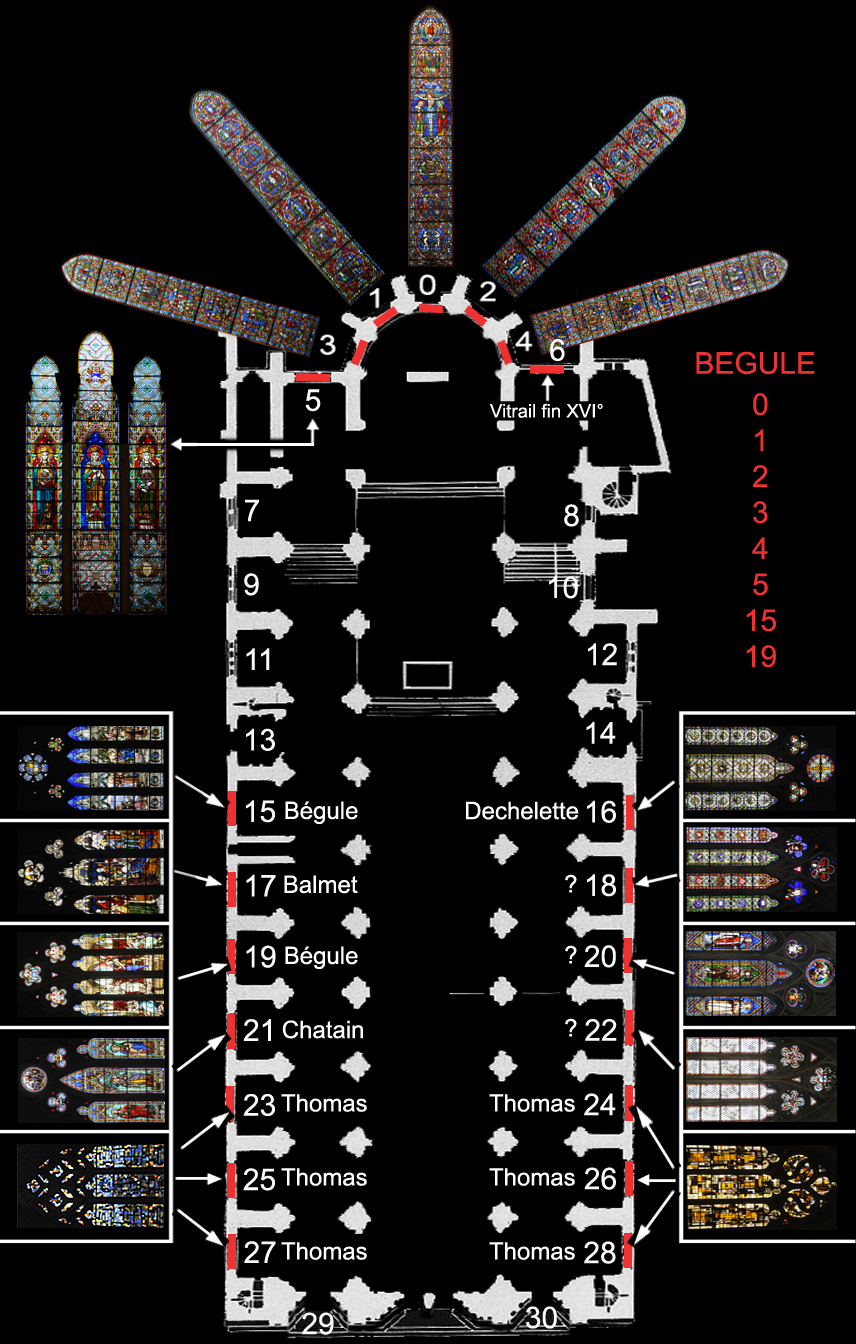
Plattegrond, met vermelding van de makers van de vensters

De Kathedraal Saint-Maurice van Vienne in het Franse departement Isère is de voormalige kathedraal van het aartsbisdom Vienne, dat wordt genoemd in het jaar 314, toen bisschop Verus uit Vienne aanwezig was op het concilie in Arles. In het jaar 1790 moest de aartsbisschop het veld ruimen als gevolg van de Franse Revolutie. In de 21e eeuw is het co-kathedraal van het bisdom Grenoble-Vienne. De kerk is gewijd aan de heilige Mauritius, die met zijn begeleidende soldaten werd gedood in Helvetii. In het jaar 718 werd door de kerk een deel van de relieken ontvangen, het grootste deel hiervan wordt bewaard in de Abdij van Sint-Mauritius in Zwitserland. De kathedraal is aangewezen als monument historique in Frankrijk.

## Bouwgeschiedenis
De kathedraal staat al sinds de 4e eeuw op dezelfde plaats, maar er zijn geen restanten van voor de 10e eeuw overgebleven. De bouw van de huidige kerk begon in het jaar 1130 in romaanse stijl. Uit die periode dateren de oudste gedeelten, namelijk het deel van het schip tussen het 5e en 11e travee. De bouw werd voortgezet in de 13e eeuw, waarbij de stijl gotisch werd, zoals blijkt uit het koor, het voorste deel en de bovenste delen van het schip. De kathedraal werd op 20 april 1251 ingewijd door paus Innocentius IV met de naam Saint-Maurice. De verdere bouw duurde tot de 16e eeuw, met name met het optrekken van de westgevel. De laatste steen werd geplaatst in 1529.
Het gebouw heeft veel te lijden gehad van de Hugenotenoorlogen. De hugenoten vernielden op 20 maart 1562 vooral de vensters, tevens de sculpturen aan de voorgevel. Tijdens de revolutie werd de kerk tijdelijk gebruikt als opslagplaats van hooi en als kazerne. In 1802 kwam het gebouw weer in kerkelijk gebruik maar de twee kloostergangen en drie kapellen werden in 1803–1804 afgebroken, voor een her-inrichting van de straten eromheen. In die tijd werd ook het bisschoppelijk paleis afgebroken. In het carillon van de noordelijke toren woedde in 1869 brand. De vijf klokken werden in de loop van de tijd vervangen. Tussen 2015 en 2017 werd de noordtoren gerestaureerd.

## Architectuur

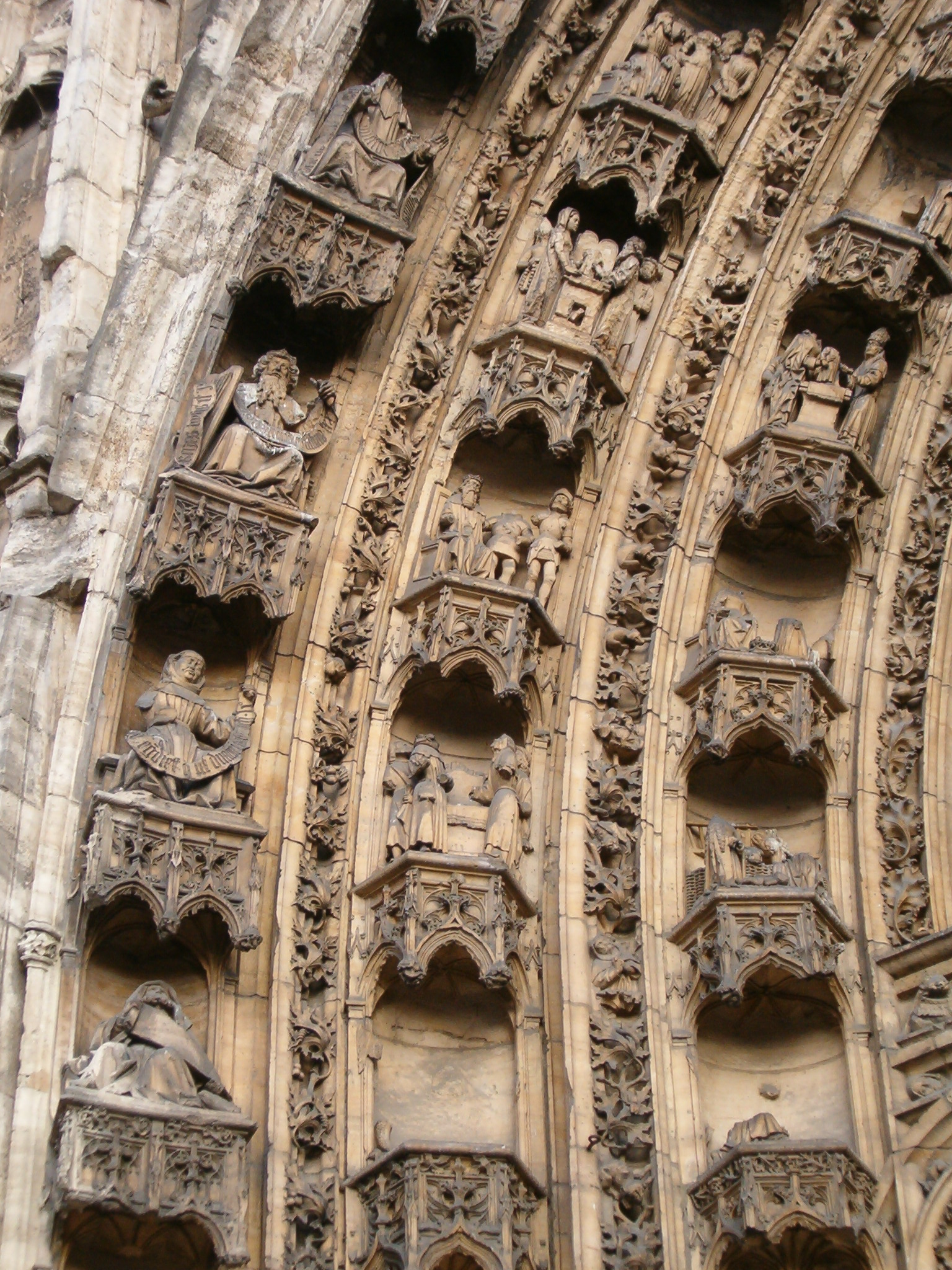
Detail boogronding van het centrale portaal

De voorzijde is gelegen aan het plein Saint-Maurice, bovenaan een trap. Dit is het meest recente deel, gebouwd tussen de 14e en 16e eeuw. Er zijn twee klokkentorens, een roosvenster en drie portalen in flamboyante stijl. De sculpturen die de timpanen en nissen versierden hebben de godsdienstoorlogen van de 16e eeuw niet overleefd, maar de sculpturen van de boogrondingen zijn intact gebleven. Het zuidportaal dateert uit het eind van de 14e eeuw en is gedecoreerd met engelen en profeten. Het noordportaal (eind 15e eeuw) is gewijd aan Maria, de moeder van Jezus. De centrale ingang is ook van eind 15e eeuw en toont scènes uit het Oude en Nieuwe Testament, profeten en koningen.
Aan de noordzijde bevindt zich een portaal uit de 13e eeuw waarboven een latei met figuren van griffioenen. De noordwand van de kerk is uitgerust met een serie arcaden uit de 12e eeuw, voorzien van sculpturen.
Het schip is driebeukig, er is geen transept. Het middenschip telt drie niveaus: grote arcaden, een triforium en een bovenlicht. Het koor ligt hoger dan het middenschip vanwege een glooiing in het terrein. De lengte van het schip bedraagt 90 meter, de hoogte 33 meter; de totale breedte is 33 meter. Het interieur toont harmonisch ondanks de bouwperiode van vier eeuwen.

## Kunstwerken
De kathedraal is rijk aan kunstwerken, waaronder:

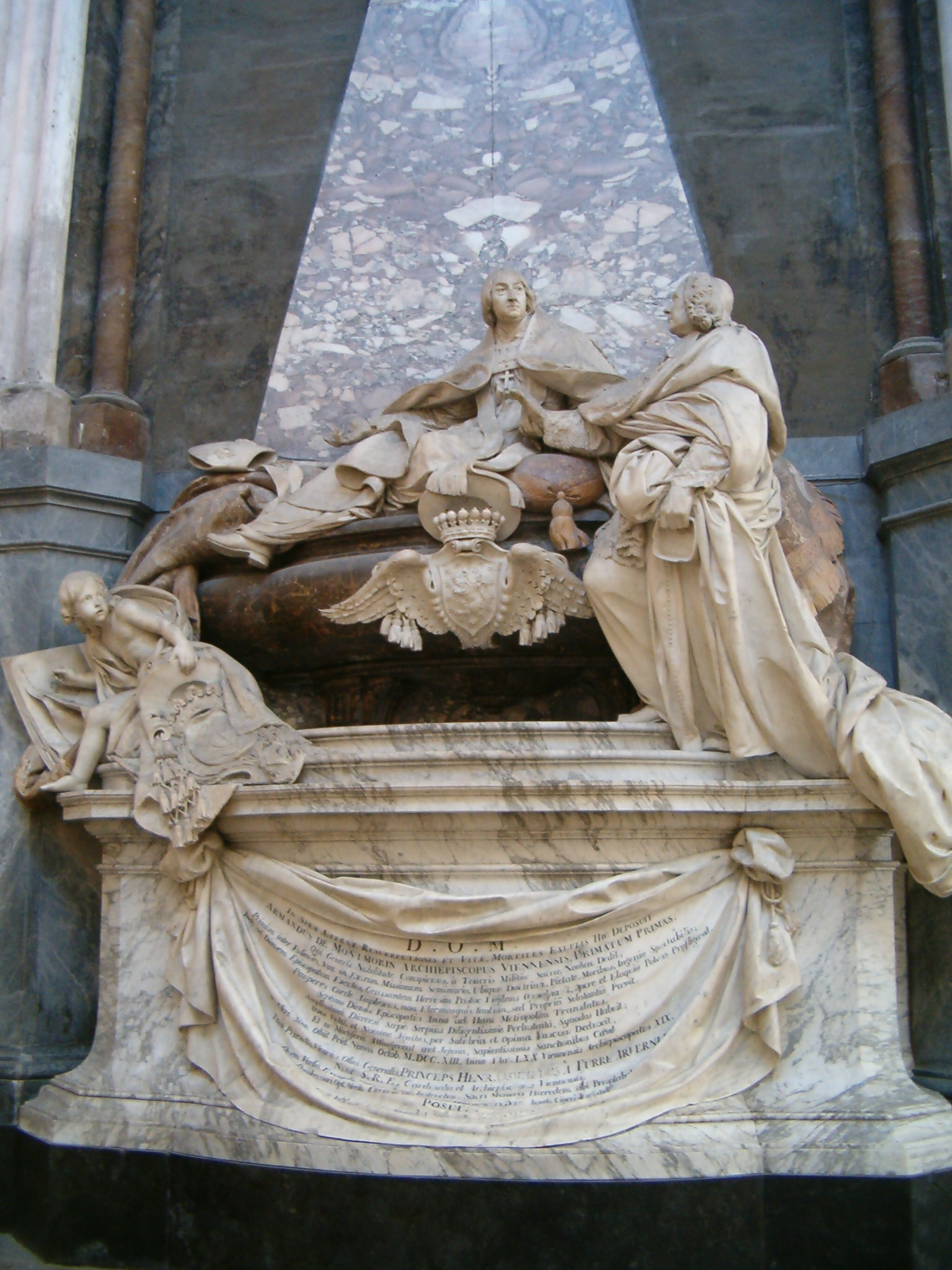
Mausoleum van de aartsbisschoppen Armand de Montmorin en Henri-Oswald de la Tour d'Auvergne

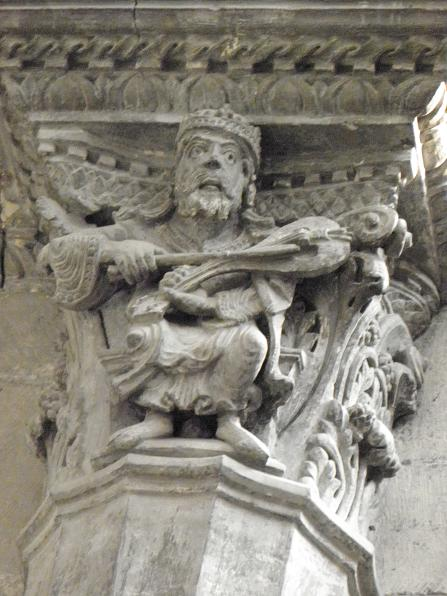
Kapiteel, koning David, begin 12e eeuw

- Een vijftal Vlaamse wandtapijten uit het einde van de 16e eeuw, die episodes uit het leven van Mauritius weergeven.
- Een glas-in-loodraam uit de 16e eeuw in de apsis van de rechter zijbeuk. Dit is het enige venster in de kathedraal van vóór de 19e eeuw. Het toont de Aanbidding der Koningen in het bovenste deel. In het onderste deel zijn rechts Mauritius en links Jacobus afgebeeld, met een knielende persoon, vergezeld van zijn patroonheilige, St. Antonius.
- De reliekhouder met gebeente van St.-Mauritius († 287).
- Ongeveer zestig romaanse kapitelen uit de eerste helft van de 12e eeuw.
- Gebeeldhouwde groepen uit de 13e eeuw, waarschijnlijk afkomstig van het oude doksaal. Bestaande uit een bas-reliëf die de Wijzen uit het oosten voor Herodes I de Grote voorstelt in de linker zijbeuk, in de rechter een bas-reliëf dat de Aanbidding der Wijzen vertegenwoordigt.
- Het mausoleum van de aartsbisschoppen van Vienne, Armand de Montmorin en Henri Oswald de La Tour d'Auvergne, in het koor rechts. Het is een werk van de beeldhouwer Michel-Ange Slodtz. Het werd besteld in 1740, gemaakt in Rome en afgeleverd in Wenen in 1747. Het is een belangrijk werk van grafsculptuur in Frankrijk in de 18e eeuw.
- Het hoogaltaar, ook gemaakt door Michel-Ange Slodtz, met oud marmer uit Rome. Het is het enige altaar van vóór de 19e eeuw van de kathedraal.
- In de muur van de centrale apsis staat de bisschopszetel in steen uit de 13e eeuw.

## Afbeeldingen

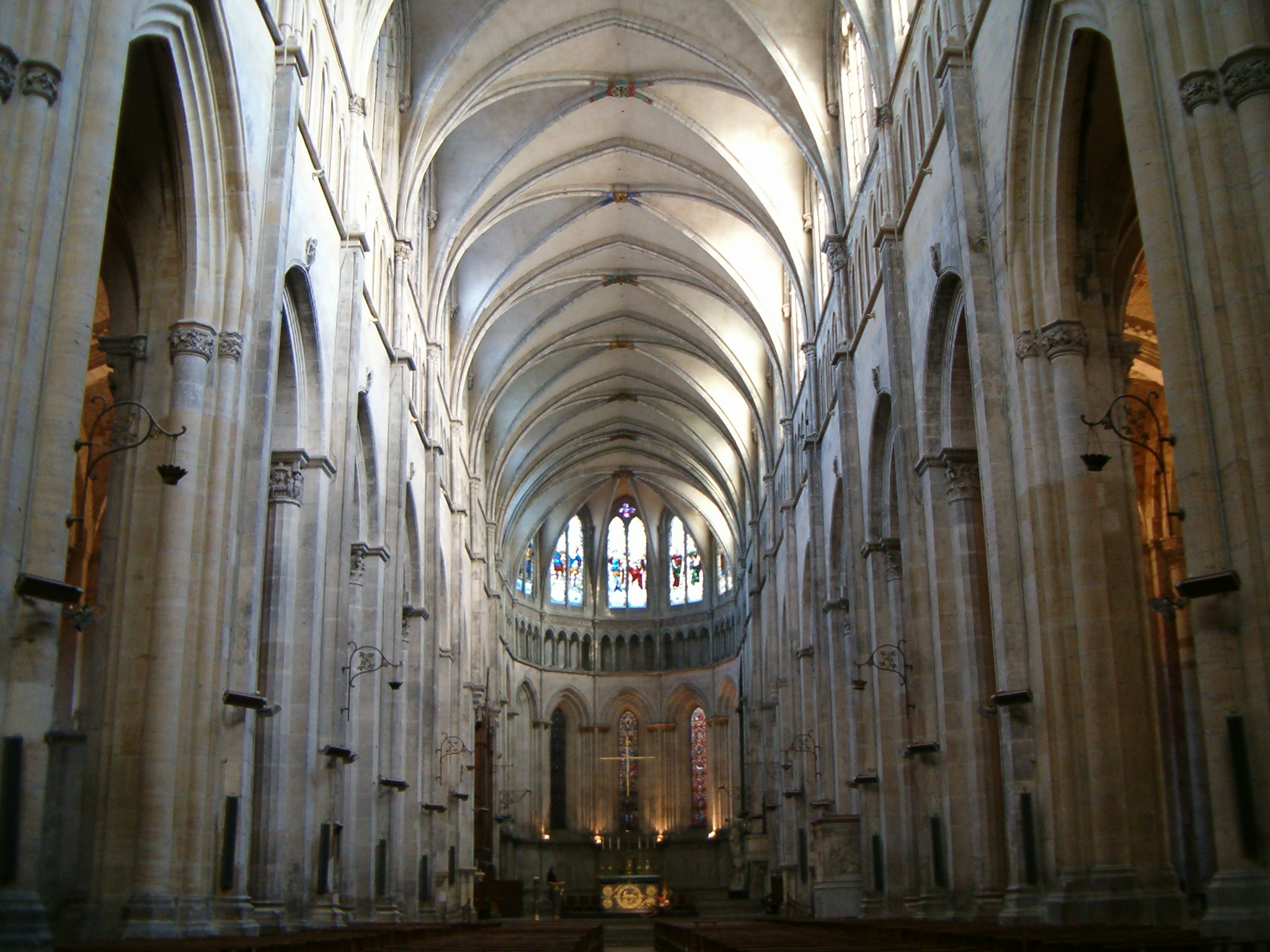
Middenschip richting koor
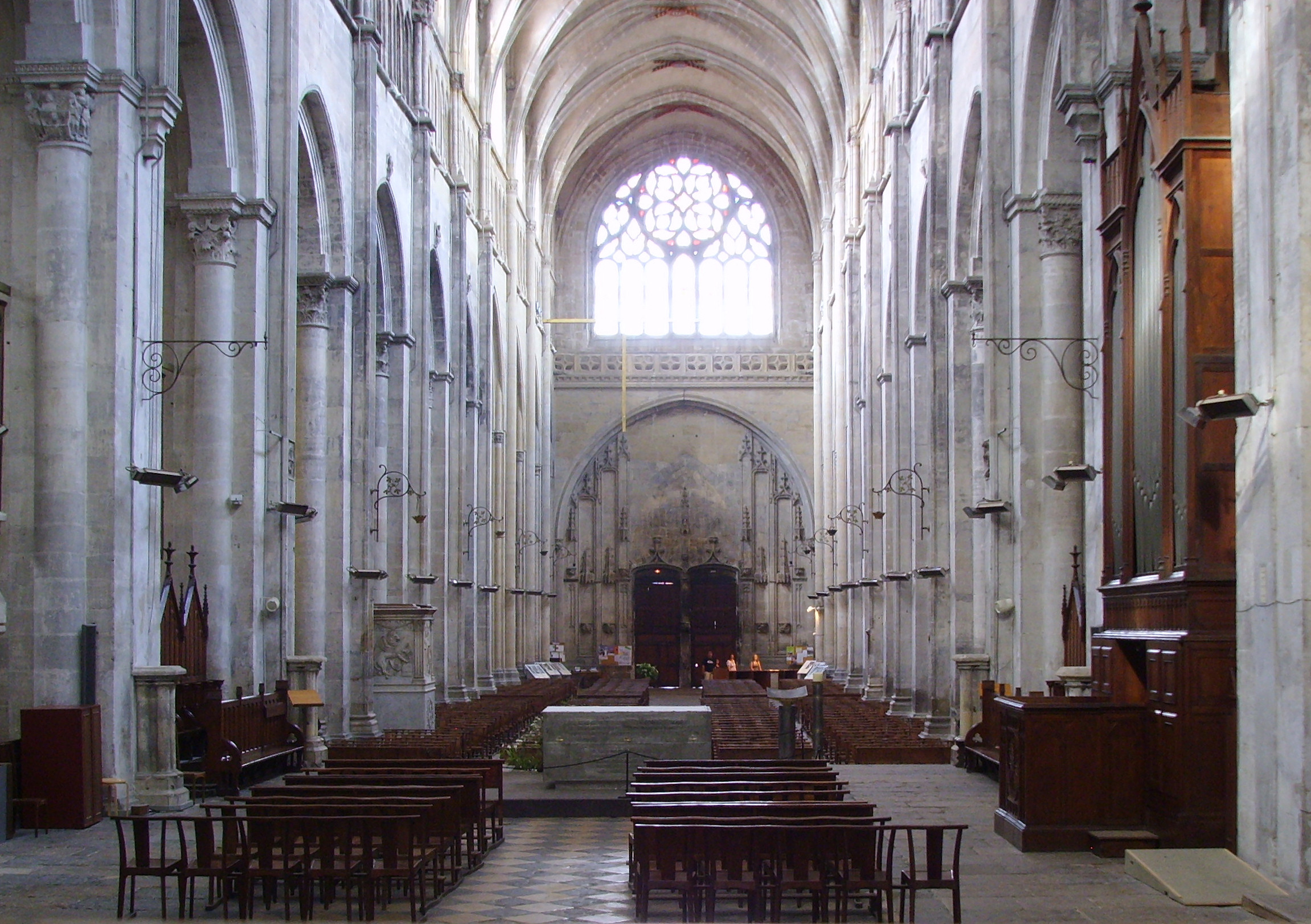
Middenschip gezien vanuit het koor
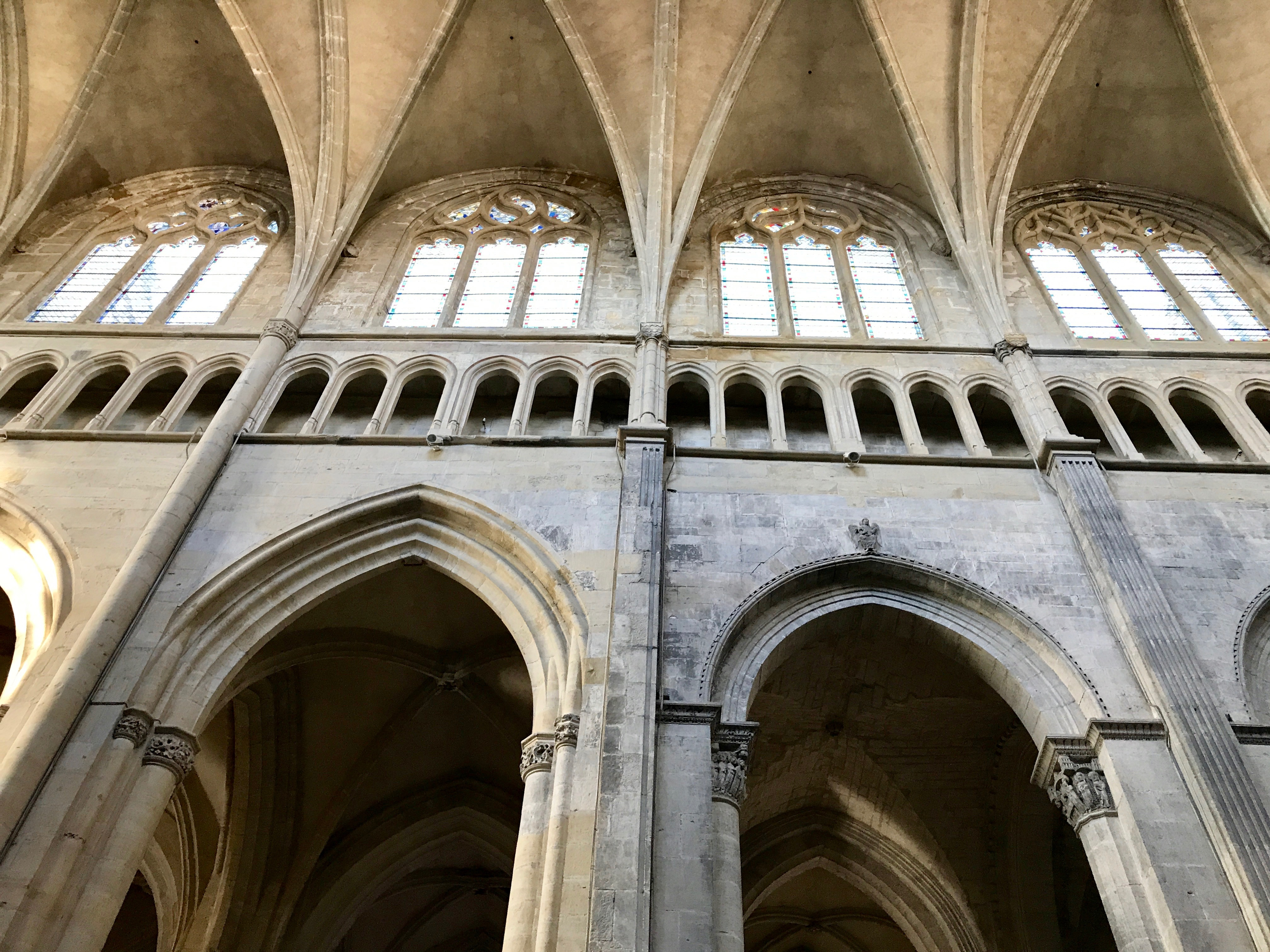
Drie niveaus: grote bogen, triforium, lichtbeuk
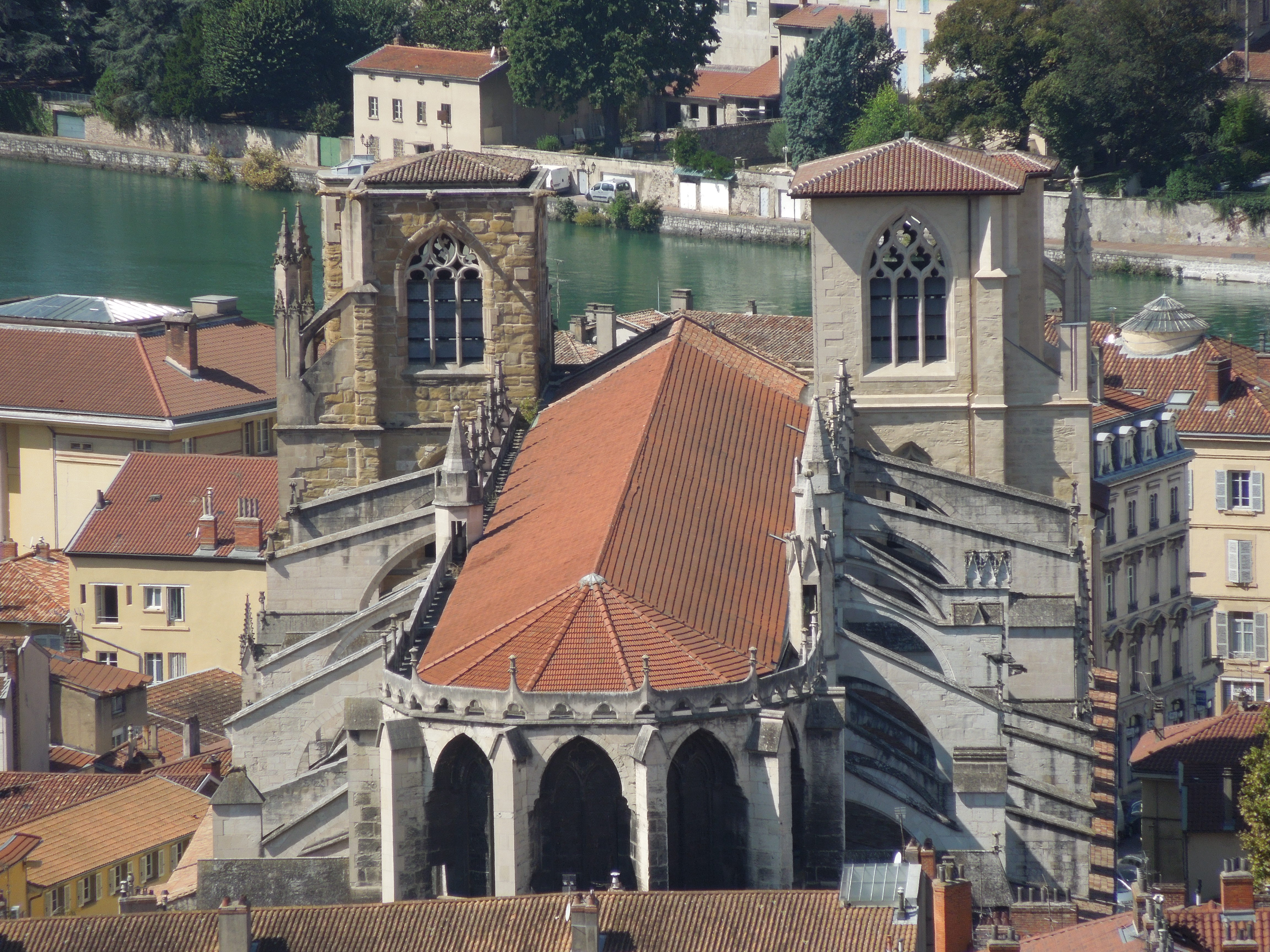
Luchtgezicht, de Rhône op de achtergrond
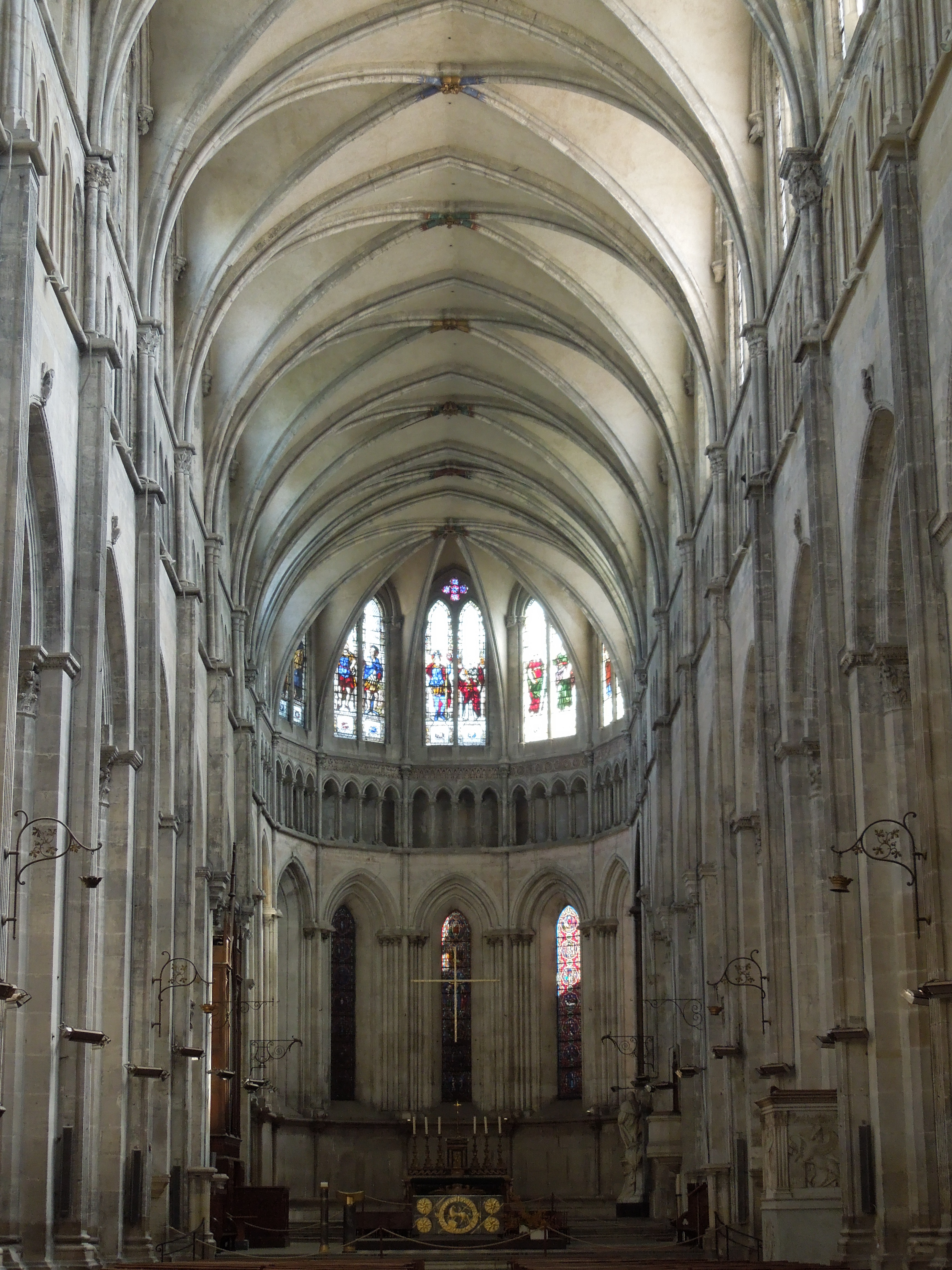
Koor met hoogaltaar
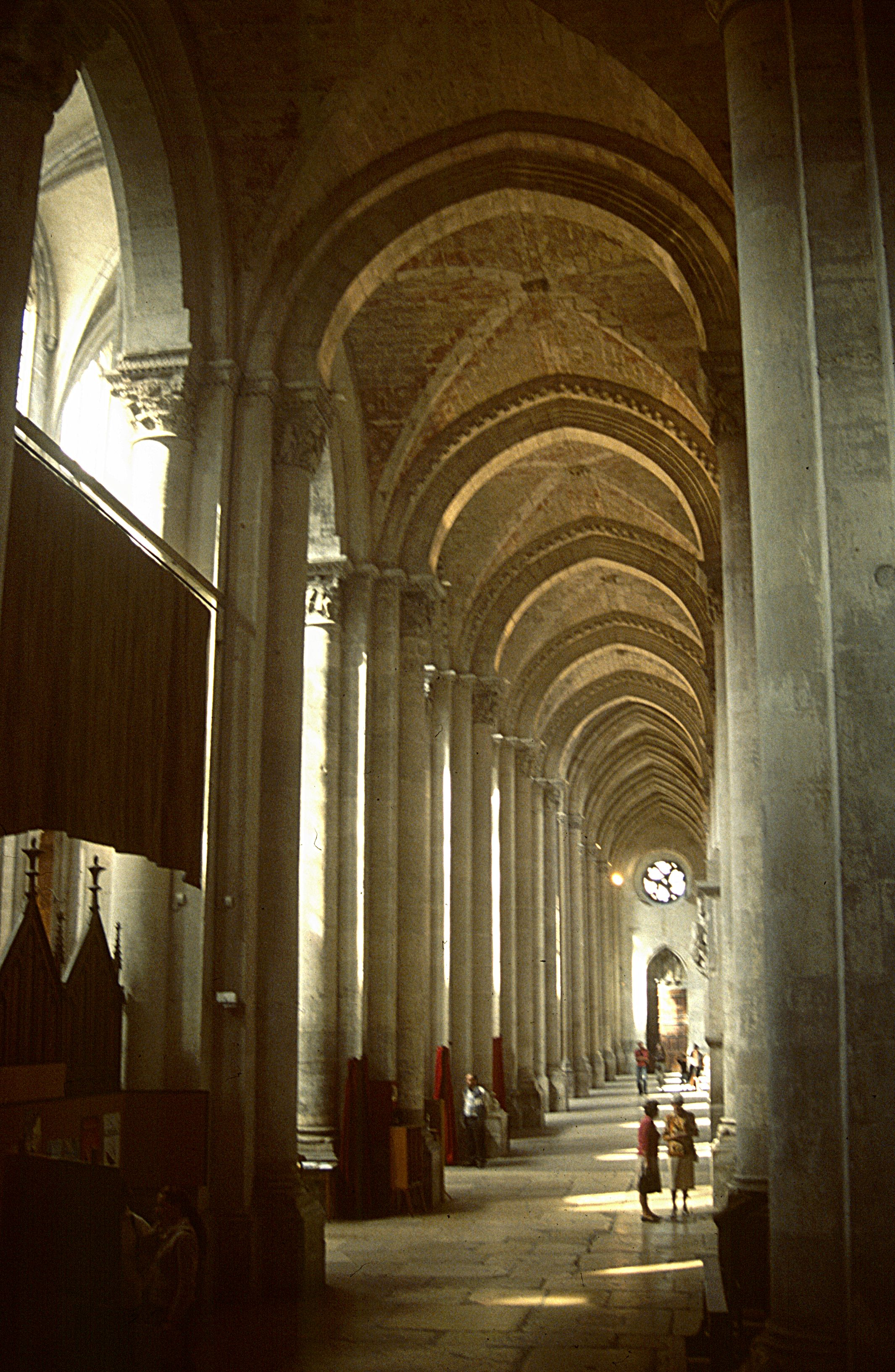
Zijbeuk